# Капсула (фільм)
Капсула (англ. Capsula) – дебютний фільм режисера Ендрю Мартина, знятий у жанрі наукової фантастики, який, за словами режисера, є «одним із найбільших і найстрашніших викликів» у його кар’єрі.  
Прем'єра у Великобританії відбулася 23 грудня 2015 року.

## Історичні передумови
У 1946 році британський інженер Ральф Сміт розробив проект, що передбачав виведення капсули з космонавтом ракетою під умовною назвою «Мегарок» на висоту 300 000 метрів над Землею. 
За словами дослідника історії космонавтики Девіда Бейкера, «Мегарок» на 10 років випереджав свій час та вже до 1951 року Британія могла би запускати пілотовані кораблі.
Але, через відсутність ресурсів для втілення проекту, він був відхилений у грудні 1946 року урядом Великої Британії.
В подальшому  програма пілотованих польотів у Великій Британії не розглядалась.

## Сюжет
Події фільму відбуваються у 1959 році, під час Холодної війни. 
Британський космічний корабель «Гермес» під керуванням досвідченого пілота-винищувача Гая Тейлора перебуває на земній орбіті із секретною місією та робить четвертий оберт круг планети. Але на «Гермесі» один за одним стають технічні збої: корабель втрачає кисень та належне керування.
Тейлор намагається тримати нестійкий зв’язок із центром управління польотом та шукати шляхи вирішення проблем. 
Перевіривши розрахунки та зрозумівши, що втратив можливість розвернути корабель для приземлення, він чує повідомлення на російській мові. Росіяни вимагають від нього зійти з маршруту, оскільки він знаходиться над територією СРСР. Тейлор розуміє, що відхилився від курсу та вступає у перемовини із росіянами, сподіваючись на їх допомогу.
Невдовзі зв’язок із ними зникає та він чує інше повідомлення від чоловіка, який називає себе співробітником ЦРУ. Від нього Тейлор дізнається, що знаходиться вже над територією Сполучених Штатів. Зважуючи на обставини, він погоджується на пропозицію допомоги, яка передбачає співпрацю із спеціалістами США та безпечну посадку в Атлантичному океані. 
Але під час входу в атмосферу, на зв’язок із Тейлором виходять британські колегі. Вони повідомляють, що Тейлора ввели в оману росіяни, які, через погану якість зв’язку, змогли видати себе за американців та переконати діяти за їх планом. В свою чергу Тейлор, запізно отримавши інформацію не може виправити ситуацію та гине під час спроби приземлення.
В останніх титрах фільму зазначено, до матеріали цієї справи у 1993 році були передані російською стороною Міністерству оборони Великобританії.

## Нагороди
- Приз Міжнародного кінофестивалю «Accolade Global Film Competition» у категоріях: «Кінематограф», «Освітлення» та «Концепція», 2016[5];
- спеціальний приз журі Міжнародного Каліфорнійського кінофестивалю, 2016[6];
- приз Міжнародного кінофестивалю незалежного кіно у категоріях: «Повнометражний фільм», «Кінематограф», «Актор: головна роль»[7];
- приз Міжнародного кінофестивалю «Depth of Field International Film Festival» у категорії «Кінематограф»[8];
- приз Голлівудського міжнародного кінофестивалю рухомих зображень у категоріях: «Операторська робота», «Продюсер»[9].